# John Rodgers (1881-1926)
Pour les articles homonymes, voir John Rodgers.
John Rodgers, né le 15 janvier 1881 à Washington et mort le 27 août 1926 dans le fleuve Delaware, est un officier américain de la marine américaine pendant la Première Guerre mondiale et pionnier de l'aviation.

## Biographie
Il est descendant de John Rodgers (1772-1838, son arrière grand-père), John Rodgers (1812-1882, son grand-père), William Ledyard Rodgers (en) (son père) et Matthew Perry. Il est aussi cousin de Calbraith Perry Rodgers, un autre pionnier de l'aviation.
Sa carrière débute en 1898, servant à bord du croiseur USS Columbia durant la guerre hispano-américaine. Il intègre ensuite l'Académie navale d'Annapolis et en sort diplômé en 1903.
En septembre 1911, le lieutenant John Rodgers vole sur un avion Wright Model B-1 livré par Orville Wright à une armurerie d'Annapolis et s'en sert pour monter une unité aéronavale, devenant ainsi un pionnier de l'aviation navale pour la marine américaine.
Il est enterré au cimetière national d'Arlington.

## Hommages
Six navires ont été nommés USS Rodgers et USS John Rodgers en son honneur, celui de son grand-père et celui de son arrière grand-père. L'aéroport Kalaeloa (en) à Hawaï portait également le nom de John Rodgers.